# Bar Brahma
Fachada do Bar no centro de São Paulo
O Bar Brahma é um tradicional estabelecimento comercial localizado no centro da cidade de São Paulo, no Brasil. Fundado em 1948 pelo imigrante alemão Henrique Hillebrecht, logo se tornou um ponto de encontro de personalidades importantes dos meios acadêmico e político (Jânio Quadros, Ademar de Barros e Fernando Henrique Cardoso) e do mundo artístico (Adoniran Barbosa, Orlando Silva, Ari Barroso, Vicente Celestino, etc.).
Nos anos 60, foi palco de discussões políticas promovidas pelos estudantes da Faculdade de Direito da USP, bem como ponto de negócios dos fazendeiros do interior paulista. Nas décadas seguintes, o bar acompanhou a deterioração de parte da área central da cidade de São Paulo, acabando por fechar as portas no início dos anos 90. Foi reaberto em 1997, com o nome de "São João 677", mas encerrou as atividades já no ano seguinte.
Em 2001, foi reinaugurado com o nome original. Localizado em um dos endereços mais famosos do centro de São Paulo, na esquina das avenidas Ipiranga e São João, recebe uma média de 700 visitantes por dia. Possui agenda fixa de shows, onde se apresentam regularmente nomes como Demônios da Garoa, Cauby Peixoto, Thobias da Vai-Vai e Ângela Maria, entre outros expoentes da Música Popular Brasileira.